# Ігала
Іга́ла (ігара) — народ мовної підгрупи ква на півдні Нігерії.

## Територія проживання і чисельність

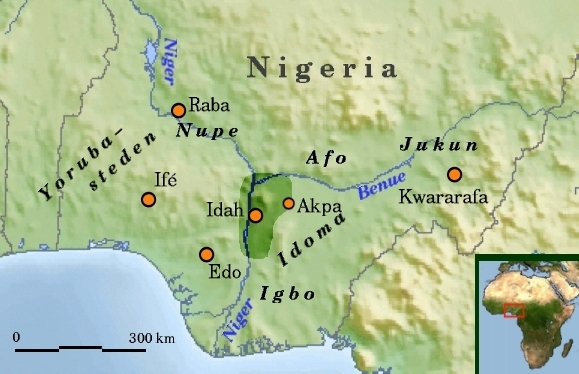
Територія проживання ігала на мапі Нігерії

Люди ігала проживають у міжріччі Нігеру і Бенуе на території, площина якої складає приблизно 13,7 тис. км² і розташована між 6°30 і 8°40 північної широти й між 6°30 і 7°40 сх. довготи (Oguagha P.A, 1981).
Чисельність ігала становить бл. 2 млн осіб (оцінка), і є основним населенням нігерійського штату Когі, також проживають в інших штатах країнах — Дельта, Анамбра й Едо.

## Мова і релігія
Мова ігала належить до мовної підгрупи ква нігеро-конголезької групи конго-кордофанської мовної родини.
Писемність — на латинській ґрафічній основі.
Ігала сповідують традиційні культи, частина мусульмани-суніти, також частково протестанти.

## Історія і суспільство
За внутрішньою (напівлегендарною) генеалогією групи ігала походять з народу йоруба.
В ігала існувало ранньодержавне утворення з осередком у місті Іда. Також відомі інші центри работоргівлі народу ігала.
І дотепер в ігала зберігаються пережитки традиційних соціальних структур. Правитель народу — ата («священний цар»), якому підпорядковуються вожді різних рангів, у віданні яких, своєю чергою, перебувають селища і місцевості ігала.

## Господарство і культура
Основне традиційне заняття ігала — ручне підсічно-вогневе землеробство (ямс, кукурудза, овочі, бавовник, какао). Скотарство (велика рогата худоба, вівці, кози) відіграє підсобну роль.

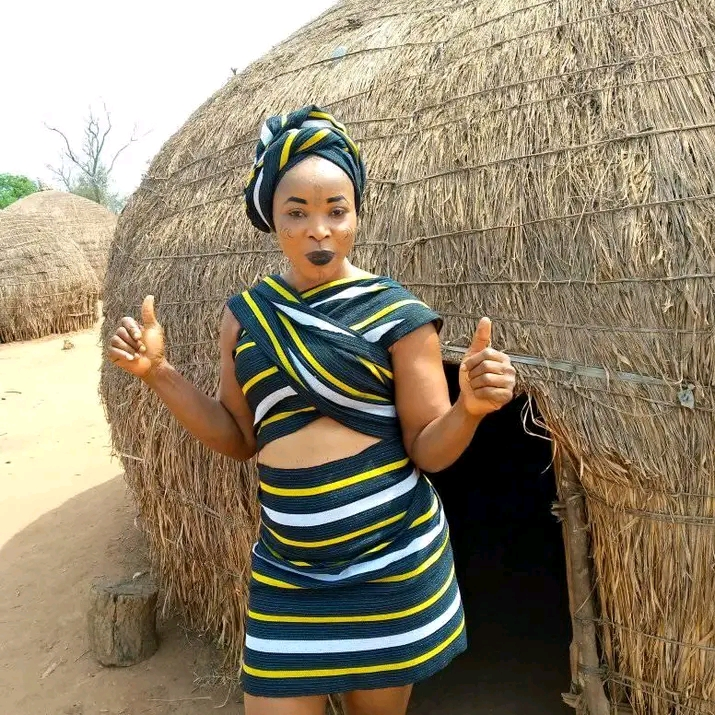
Жінка ігала, 2023

Ігала займаються також збиранням плодів олійної пальми й каучуку, поширені мисливство і рибальство.
Серед ремесел практикується гончарство (для внутрішніх потреб).
Існує статевий поділ праці — жінки зайняті землеробством, чоловіки розчищають місце під поля й випасають худобу.
Селища ігала не мають чіткого планування, домогосподарство складається з кількох складених з сирцю й обмазаних глиною хатин, круглих у плані з конічною верхівкою.
Давніший одяг ігала (шмат матерії, обернутий навколо стегон, з перекинутим через плече краєм) замінило вбрання хаусанського типу, на кшталт бурнусів (з обов'язковим головним убором — у жінок підв'язана у безліч способів хустина, в чоловіків шапочка на подобі фески), а у містах — нерідко європейський костюм.
Основу національної кухні складають різноманітні каші з сорго, проса, кукурудзи, заправлені пальмовою олією та спеціями.
У ігала розвинута календарна обрядність. Найбільшим святом вважаються свято поминання предків (культ предків) егу. Зберігається усний і танцювальний фольклор.